# ニシズグロカモメ
ニシズグロカモメ(学名Larus melanocephalus）は、チドリ目カモメ科に分類される鳥類の一種。

## 画像

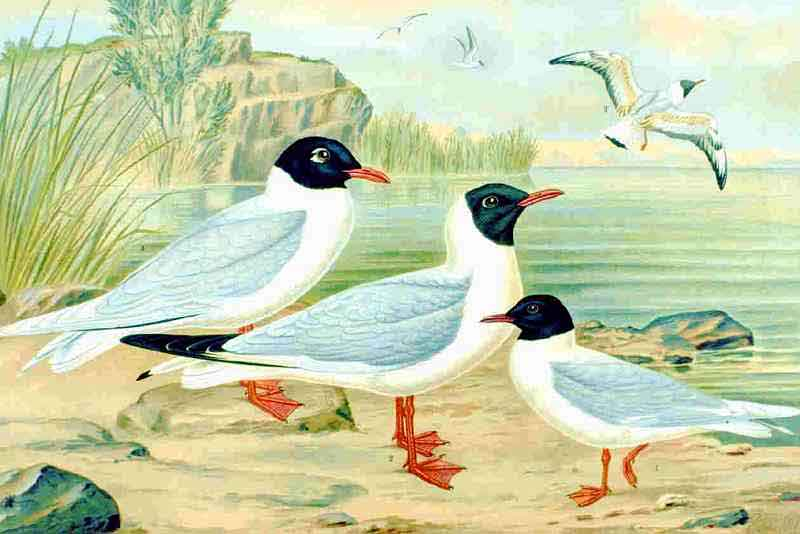
上から、ヒメカモメ、ニシズグロカモメ、ユリカモメ

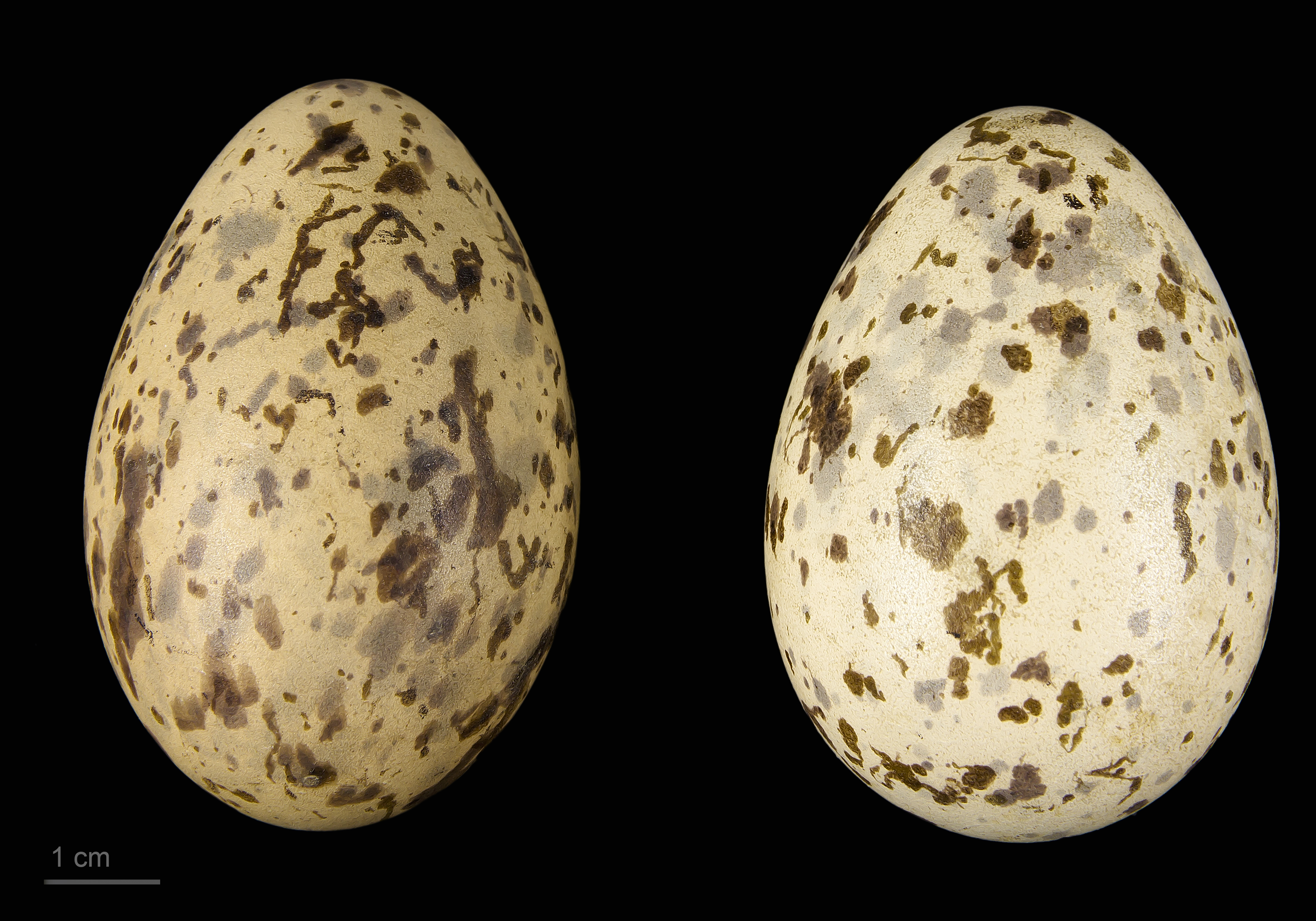
Ichthyaetus melanocephalus